# Хуго (Шалон)
Хуго дьо Шалон или Хуго Бургундски (на френски: Hugues de Chalon, Hugues de Bourgogne, на италиански: Ugo di Châlon; * ок. 1220, † сл. 12 ноември 1266) от Дом Шалон, е господар на Салан (1263 – 1266) и от името на съпругата му (de jure uxoris) пфалцграф на Бургундия (Франш Конте) (1248 – 1266).

## Произход
Хуго, както потвърждава писмо от 1237 г. в „Генеалогична история на Дом Вержи“ (Histoire généalogique de la maison de Vergy), е най-големият син на Жан I дьо Шалон Мъдрия (* 1190, † 1267), граф на Осон и на Шалон и господар на Салан, и на съпругата му Матилда (Мау) Бургундска (* 1190, † 1142), дъщеря на херцога на Бургундия Хуго III и на втората му съпруга Беатриса Албонска – дофина на Виеноа.
Хуго е потомък на двата дома на Бургундия: от баща си той произхожда от Анскаридите (той е правнук на Вилхелм IV Бургундски), а от майка си – от Капетингите, френският кралски дом, в който е загубено превъзходството на германските семейства и Графство Бургундия става васал на Кралство Франция.

## Биография
През 1230 г. Хуго се сгодява за Аделхайд Бургундска, както е видно от брачния договор, подписан от родителите (Жан I дьо Шалон за бъдещия младоженец и Ото I от Андекс и Мерания за бъдещата булка).
През 1236 г. Хуго се жени за Аделхайд (Алиса) Бургундска, най-голямата дъщеря на Ото I от Андекс и Мерания, херцог на Андекс и Мерания и граф консорт на Бургундия и на първата му съпруга – графинята на Бургундия Беатрис II Бургундска.
През 1248 г. графът на Бургундия Ото II – брат на съпругата му умира отровен. Той е наследен от нея с името Аделхайд I заедно с Хуго с името Хуго I. Двамата делегират бащата на Хуго – граф Жан I дьо Шалон да управлява графството от тяхно име. В следващите няколко години сестрите на Аделхайд заедно със съпрузите им се отказват от всички права върху Графство Бургундия: Елизабет със съпруга си Фридрих III, Маргарита със съпруга си граф Фридрих фон Трухендинген († 1274), Беатрис с мъжа си Херман II († 1247), граф на Орламюнде от династията на Асканите.
По време на междукралството, с цел да възпре претендента Рудолф I Хабсбургски, чието намерение е да затвърди отново васалитета на графство Бургундия към кралство Германия (опитвайки се да вземе властта над Кралство Арл), Хуго делегира управлението на баща си Жан I, което той изпълнява до смъртта си през 1267 г.
През 1263 г. Хуго наследява баща си като господар на Салан.
Хуго умира през 1266 г. и е погребан в църквата на абатството на Монтини ле Шерлию, оставяйки Аделаида вдовица. Баща му Жан поема опекунството за неговите синове до смъртта си през 1267 г.
След смъртта на тъста си Аделхайд се омъжва повторно на 11 юни 1267 г. за Филип Савойски (* 1207, † 1285), комуто поверява задачата да управлява. Синът на Хуго и Аделхайд – Ото признава пастрока си за граф на Бургундия през 1269 г. Филип е брат на графа на Савоя Петър II Савойски, починал през 1268 г., с което Филип става 13-ти граф на Савоя с името Филип I Савойски.
Съругата на Хуго – Аделаида умира на 60-годишна възраст в Евиан на брега на Женевското езеро на 8 март 1279 г. След смъртта ѝ синът им Ото IV Бургундски (* 1248, † 1302) наследява Хуго като граф на Бургундия – васал на Херцогство Бургундия и на Краля на Франция.

## Брак и потомство
∞ окк. 1 ноември 1236 за Аделхайд (Аликс) († 8 март 1279 в Евиан) от Андекска династия-Мерания, от 1248 г. наследничка на Пфалцграфство Бургундия, дъщеря на херцог Ото I от Мерания и първата му съпруга Беатрис II Бургундска от род Хоенщауфен – пфалцграфиня на Бургундия. Аделхайд наследява бездетния си брат Ото II. От нея има шест сина и шест или седем дъщери:
- Елизабет Бургундска († 9 юли 1275), ∞ 27 януари 1254 (договор) за граф Хартман V фон Кибург († 3 септември 1263); след смъртта му е монахиня във Фрайбург;
- Ото Бургундски (* пр. 1248 в Мюла,[N 3] † 17 или 26 март 1303), господар на Салан[N 1] (1266 – 1302), пфалцграф на Бургундия (1279 – 1302) с името Ото IV Бургундски, 2. ∞ ок. 1263 за Филипа дьо Бар († сл. юни 1283), дъщеря на графа на Бар Теобалд II и на съпругата му Жана дьо Туси, от която има една дъщеря 2. ∞ 9 юни 1291 за Матилда (Мау) д'Артоа (* 1268, † 1329), дъщеря на графа на д'Артоа Робърт II Благородния (* 1250, † 1302) и на Амиси дьо Кортене (* 1268, † 27 октомври 1329), господарка на Конш он Уш. Имат две дъщери и един син
- Стефан Бургундски († 4 април 1299 в Рим), викарий;
- Райналд Бургундски († 9 август 1322), граф консорт на Монбелиар[N 4] (1282), ∞ за Вилхемина от Ньошател († 1317), графиня на Монбелиар
- Хайнрих Бургундски († сл. 23 юни 1340 в затвора)
- Маргарита Бургундска († сл. 1260), монахиня в Абатство Фонтевро[N 5]
- Алиса Бургундска († сл. 1260), монахиня в Aбатство Фонтевро
- Йоан Бургундски († ок. 1301/1302), господар на Монтегю, Монро, Фонтне, Шоа, Шатьоле, Бюфар, Шезиé, Лиел и Фовърне (1293), ∞ пр. май 1296 за Маргарита дьо Бламон, дъщеря на Анри, господар на Бламон, и съпругата му Кунигунде фон Лайнинген, от която има син и дъщеря: Анри Бургундски († сл. 7 май 1340), господар на Монро и Монтегю, и Изабела Бургундска († август 1323)
- Хуго Бургундски († сл. юни 1312), господар на Мобюсон, Аспръмон, Фразан, Оршанз, Лавон, Жандре, Дампиер, Пор сюр Сьон и Шатиойон льо Дюк.[N 6] Филип IV го назначава за генерален лейтенант на Графство Монбелиар, ∞ за 1. 1287 за Бона Савойска (* 1275, † 1300), дъщеря на граф Амадей V Савойски 2. Маргарита дьо Ферет, дъщеря на Улрик II, граф на Ферет
- Иполита Бургундска († пр. 1288), господарка на Сен-Вайе; ∞ 1270 за граф Аймар IV от Поатие (†1319), граф на Валонтиноа (Valentinois) и на Диуа (Diois)
- Гуя Бургундска († 24 юни 1316), ∞ май 1274 за Томас III Савойски (* ок. 1250, † 30 април 1282), господар на Пиемонт
- Агнеса Бургундска († сл. 1366), ∞ ок. 15 април 1259 за граф Филип II дьо Виен (ок. 1240, † 1303), господар на Пани (Pagny)
- Жаклин Бургундска, вероятна. Монахиня в Роморантен (1285).

#### Основни източници
- ((la)) Monumenta Germaniae Historica, Scriptores, tomus XVII.
- ((la)) Monumenta Germaniae Historica, Scriptores, tomus XXIII.
- ((fr)) Recueil des historiens des croisades. Historiens occidentaux. Tome II.
- ((la)) Archives de la Maison-Dieu de Châteaudun.
- ((la)) Histoire généalogique de la maison de Vergy.
- ((la)) Cartulaire de Hugues de Chalon (1220 – 1319).
- ((la)) Monumenta Zollerana.
- ((la)) Histoire généalogique des Sires de Salins, Tome I.
- ((fr)) Mémoires et documents inédits pour servir à l’histoire de la Franche-Comté, Tome VIII.
- ((la)) Recueil des chartes de l'abbaye de Cluny. Tome 6.
- ((fr)) Cartulaire de Saint-Vallier.
- ((fr)) Histoire généalogique de la royale maison de Savoie, tome IV, Partie 1.

#### Историографска литература
- ((it)) Paul Fournier, „Il regno di Borgogna o d'Arles dal XI al XV secolo“, cap. XI, vol. VII (L'autunno del Medioevo e la nascita del mondo moderno) della Storia del Mondo Medievale, 1981, с. 383 – 410.

## Обяснителни бележки
1. 1 2 3 4  Салан ле Бан (Salins-les-Bains) в дн. деп. Жура, Франция
2. ↑  дн. град Шалон сюр Сьон (Chalon-sur-Saône), деп. Сон е Лоар, Франция
3. ↑  Дн. град Melun в деп. Ил дьо Франс, Франция
4. ↑  Дн. град Монбелиар (Montbéliard) в деп. Ду, Франция
5. ↑  Абатството се намира в село Фонтевро л'Абеи (Fontevraud-l'Abbaye) в деп. Мен е Лоар, Франция.
6. ↑  Мобюсон (Maubuisson) – дн. село Montbozon в деп. От Сон, Аспръмон (Aspremont) – село в деп. От Сон, Фразан (Frasans) – село в деп. Жура, Оршанз (Orchamps) – село в деп. Жура, Лавон (Lavans) – ?, Жандре (Gendray) – дн. село Gendrey в деп. Жура, Дампиер (Dampierre) – ?, Пор сюр Сьон (Port-sur-Saône) – градче в дн. деп. От Сон и Шатиойн льо Дюк (Châtillon-le-Duc) – градче в дн. деп. Ду, Франция.

## Библиографски бележки
1. ↑  gallica.bnf.fr
2. ↑  shs.cairn.info
3. ↑  gallica.bnf.fr
4. ↑  Du Chesne, André. Histoire généalogique de la maison de Vergy: iustifiee par chartes, tiltres ....   1625. с. 130 и 131.
5. ↑  #ES Foundation for Medieval Genealogy : duchi di Borgogna – HUGUES de Bourgogne //   Посетен на 26.4.2020. (на английски)
6. ↑  Monumenta Germaniae Historica, Scriptores, tomus XXIII, Chronica Albrici Monachi Trium Fontium, anno 1184.   1925. с. 858. (на латински)
7. ↑  Guillaume, M. J. B. Histoire généalogique des Sires de Salins au Comte de Bourgogne..., Tome I, Preuves.   с. 119. (на латински)
8. ↑  Académie des sciences, belles-lettres et arts de Besançon et de Franche-Comté. Auteur du texte. Mémoires et documents inédits pour servir à l'histoire de la Franche-Comté / publiés par l'Académie de Besançon.   1838. с. 31. (на латински)
9. ↑  Bernard, Prost. Cartulaire de Hugues de Chalon (1220 – 1319) / publié d'après le manuscrit original du British Museum.   1904. с. doc. 49, с. 42.
10. ↑  Guillame, M. J. B. Histoire généalogique des Sires de Salins, Tome I, Preuves..   с. 119. (на латински)
11. ↑  Monumenta Germaniae Historica, tomus XVII: De Fundatoribus Monasterii Diessenses, anno 1248.   с. 330. (на латински)
12. ↑  Monumenta Zollerana, doc. LV.   1848. с. 84. (на латински)
13. ↑  Monumenta Zollerana, doc. XLIII.   с. 64. (на латински)
14. ↑  Пак там, с. 83
15. ↑  Пак там, с. 84
16. ↑  Fournier, Paul. "Il regno di Borgogna o d'Arles dal XI al XV secolo, cap. XI, vol. VII.   с. 397. (на италиански)
17. ↑  (англ.) #ES Foundation for Medieval Genealogy: Conti di Borgogna (IVREA) – HUGUES de Chalon
18. ↑  Дн. село Монтини ле Шерлию (Montigny-lès-Cherlieu), деп. Бургундия-Франш Конте, Франция.
19. ↑  Monumenta Zollerana, doc. LIX.   с. 89. (на латински)
20. ↑  Recueil des chartes de l'abbaye de Cluny. Tome 6, doc. 5156.   1876 – 1903. с. 599 – 600. (на латински)

|  | Тази страница частично или изцяло представлява превод на страницата Ugo di Châlon в Уикипедия на италиански. Оригиналният текст, както и този превод, са защитени от Лиценза „Криейтив Комънс – Признание – Споделяне на споделеното“, а за съдържание, създадено преди юни 2009 година – от Лиценза за свободна документация на ГНУ. Прегледайте историята на редакциите на оригиналната страница, както и на преводната страница, за да видите списъка на съавторите. ВАЖНО: Този шаблон се отнася единствено до авторските права върху съдържанието на статията. Добавянето му не отменя изискването да се посочват конкретни източници на твърденията, които да бъдат благонадеждни. |